# Hassi Jerbi
Pour les articles homonymes, voir Hassi.
 (mars 2023).
Si vous disposez d'ouvrages ou d'articles de référence ou si vous connaissez des sites web de qualité traitant du thème abordé ici, merci de compléter l'article en donnant les références utiles à sa vérifiabilité et en les liant à la section « Notes et références ».
Hassi Jerbi ou Hassi El Jerbi est un village de 8 426 habitants situé au sud-est de la Tunisie. Il constitue un arrondissement de la délégation de Zarzis.
Il est essentiellement touristique bien que la pêche perdure jusqu'à maintenant. L'agriculture y tient également une place importante, la principale richesse étant les oliviers. Un projet de nouvelle zone touristique de 110 hectares prévoit, pour la fin 2009, la réalisation d'infrastructures hôtelières d'une capacité de 12 000 lits ainsi qu'un jardin botanique, d'un palais des congrès, d'un terrain de golf et d'un centre d'activités sportives. La zone touristique comprendra alors 3,5 kilomètres de côtes.
La majorité des habitants ont des membres de leurs familles qui se sont expatriés en Europe, principalement en Île-de-France (en particulier le département de l'Essonne).